# Wallfahrtskirche Alt Krüssow

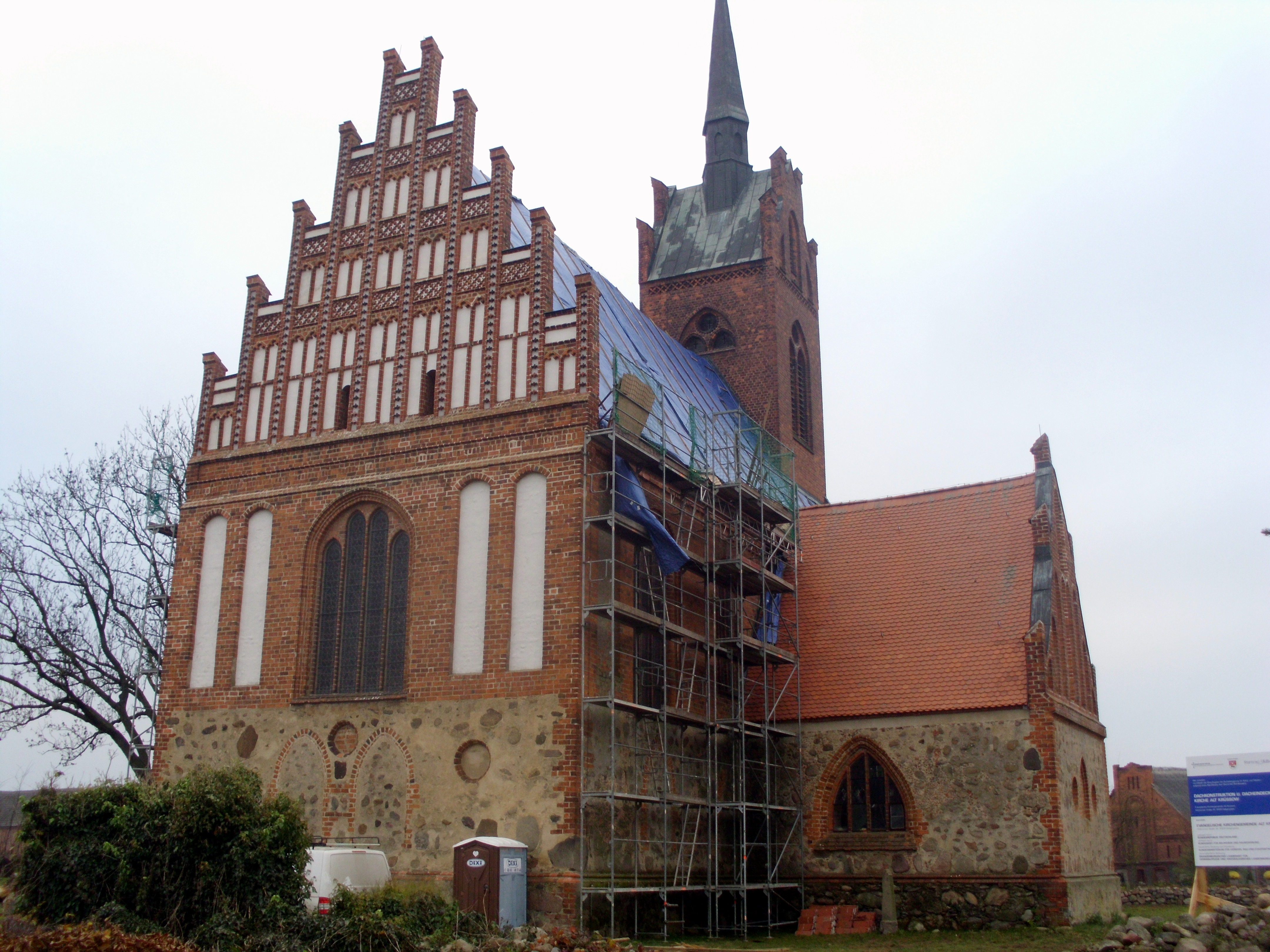
Wallfahrtskirche Alt Krüssow

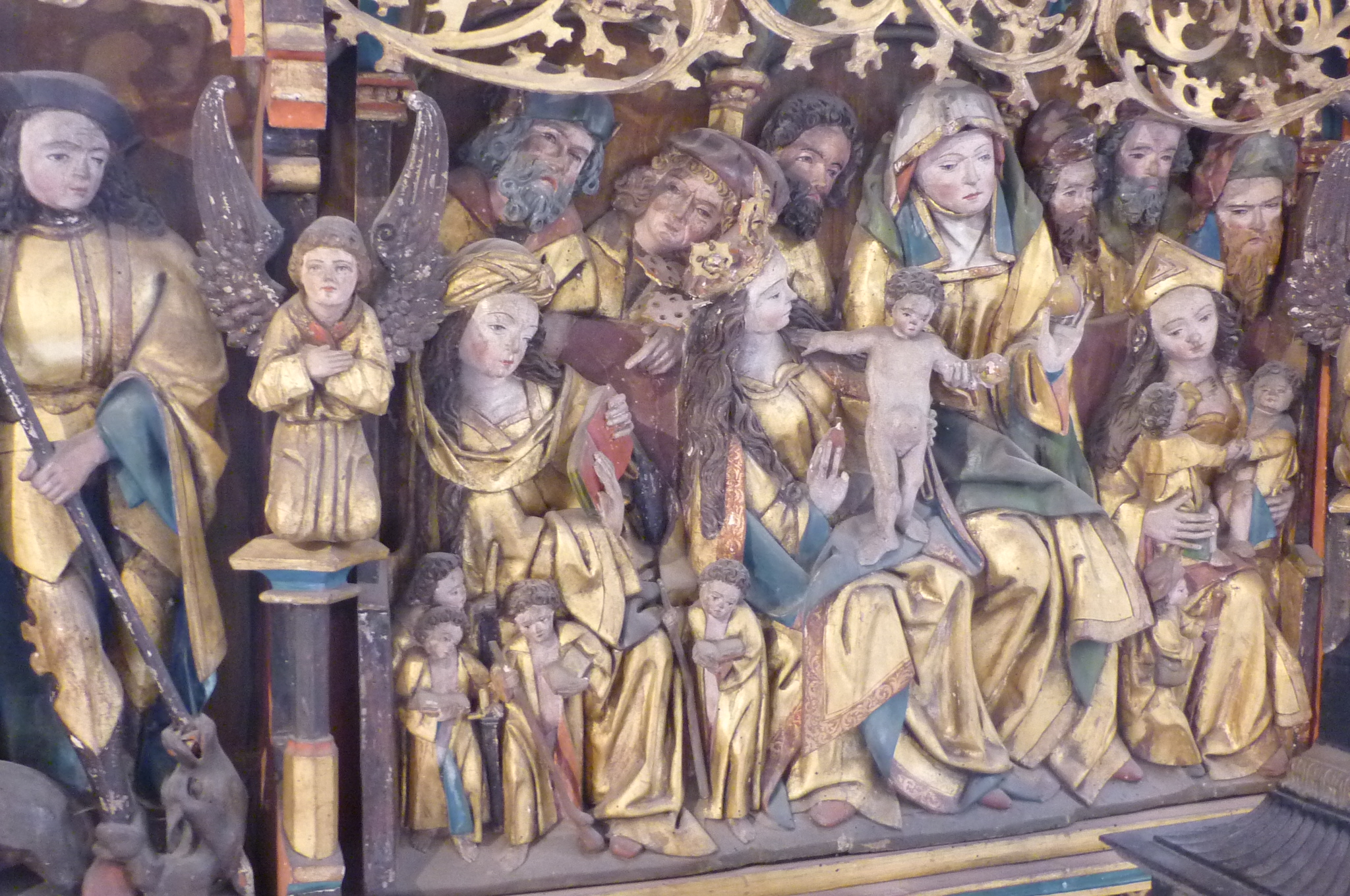
Wallfahrtskirche Alt Krüssow Hauptaltar Ausschnitt: die heilige Sippe

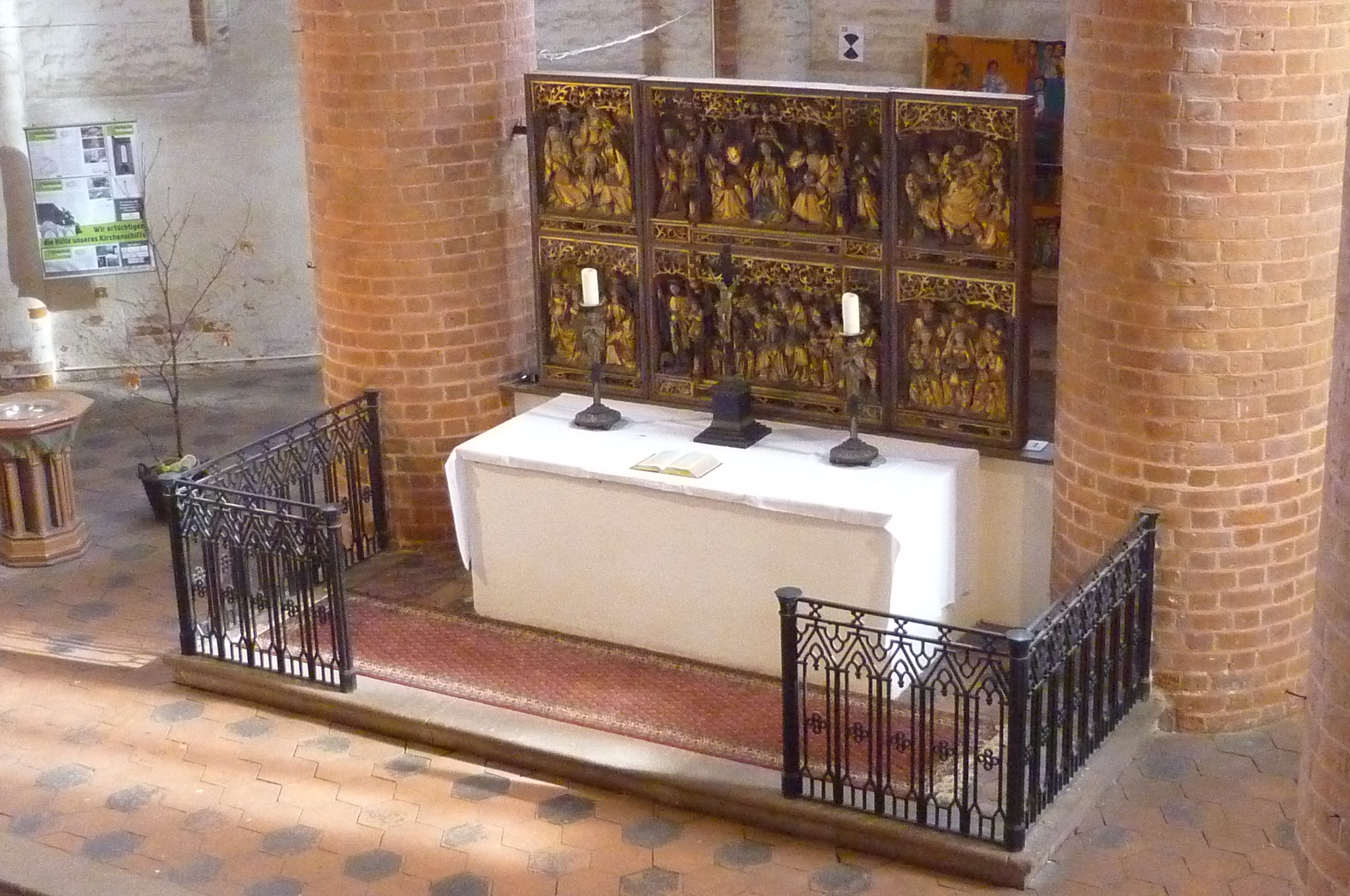
Aus Alt Krüssow stammendes Annen- und Marienretabel von 1520, heute in St. Nikolai (Pritzwalk)

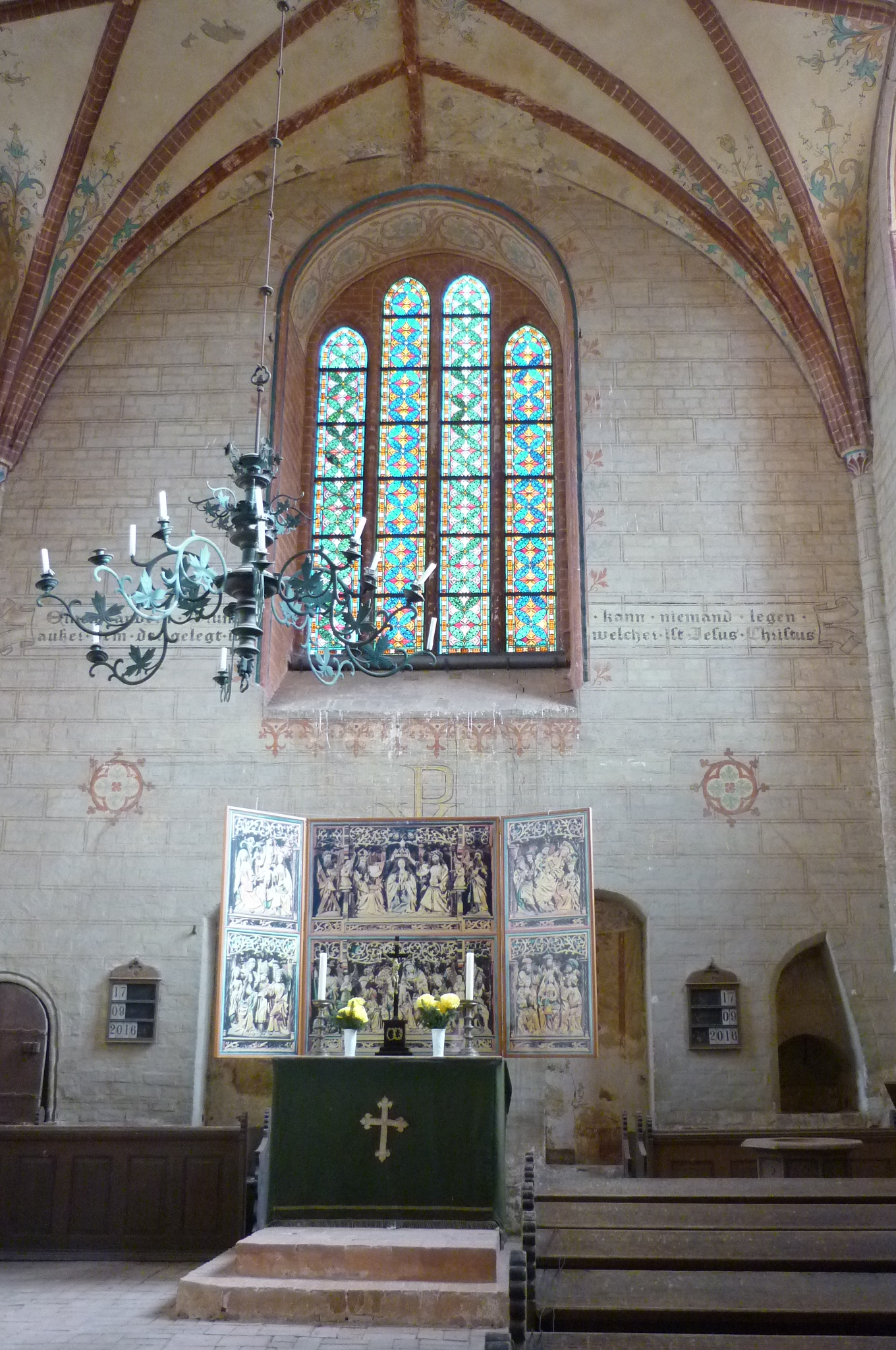
Wallfahrtskirche Alt Krüssow Langhaus Innenansicht nach Osten

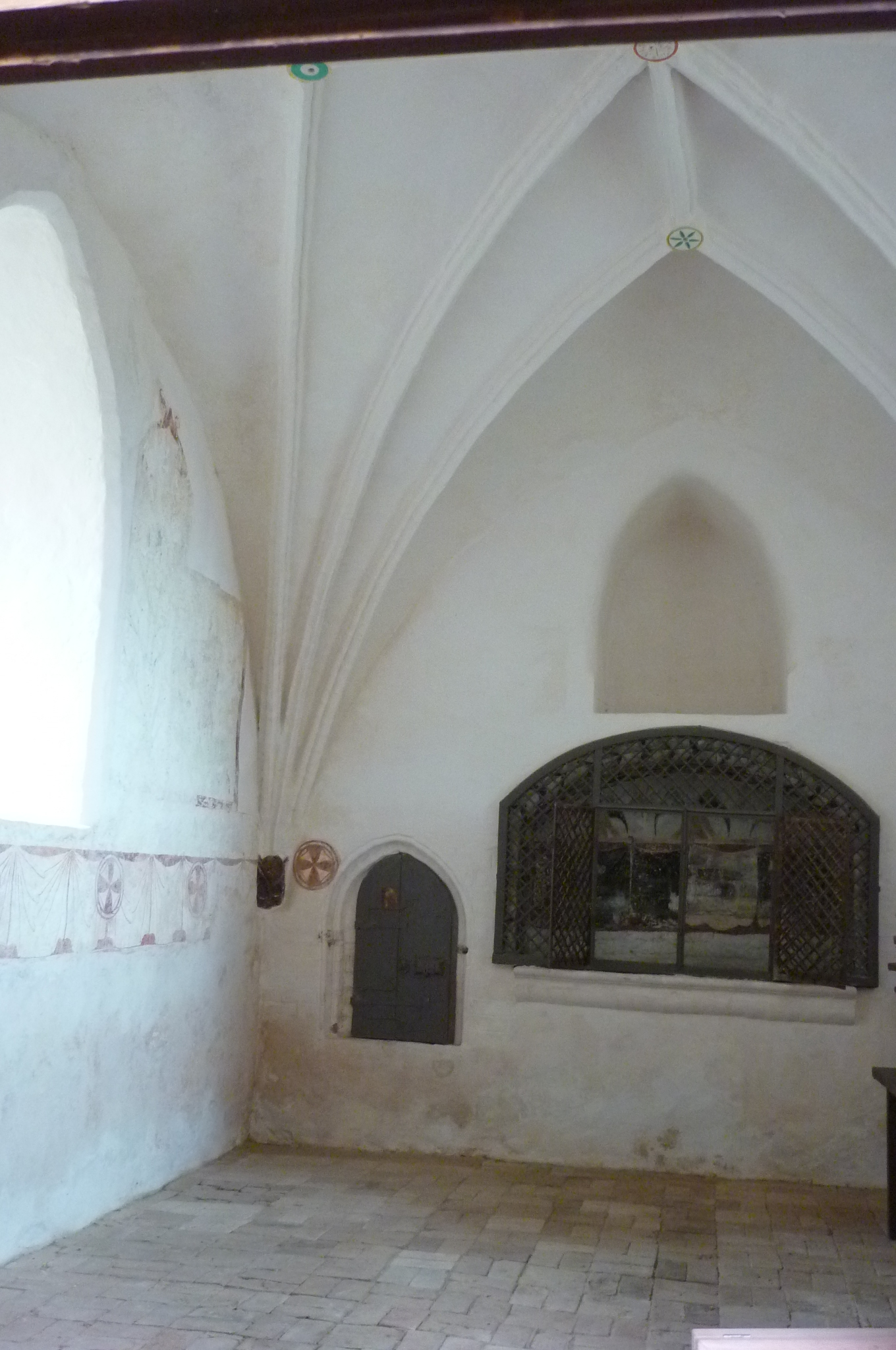
Wallfahrtskirche Alt Krüssow Nordkapelle Osten

Die ehemalige Wallfahrtskirche Alt Krüssow ist eine evangelische Kirche im Pritzwalker Ortsteil Alt Krüssow im brandenburgischen Landkreis Prignitz. Die zu Beginn des 16. Jahrhunderts errichtete spätgotische Saalkirche war als Wallfahrtsort neben dem Kloster Stift zum Heiligengrabe und der Wunderblutkirche in Bad Wilsnack kurzzeitig eines der wichtigsten Pilgerziele in der Prignitz. Sie gehört zum Pfarrsprengel Heiligengrabe im Kirchenkreis Prignitz der Evangelischen Kirche Berlin-Brandenburg-schlesische Oberlausitz.

## Geschichte
Die Kirche wurde vom Havelberger Bischof Johann von Schlabrendorff (1501–1520) gestiftet und 1520 geweiht. 
Der Stufengiebel der Ostwand des Langhauses mit seinem feingliedrigen Dekor zitiert den über fünfzig Jahre älteren südlichen Querhausgiebel der Wallfahrtskirche in Bad Wilsnack. Die in der Prignitz in den Jahren 1517 bis 1523 ähnlich gestalteten Giebel der Heiliggrabkapelle im Kloster Stift zum Heiligengrabe sowie der Dorfkirchen in Falkenhagen und Wulfersdorf weisen auf ein und denselben Baubetrieb hin.
Bald danach, mit der Reformation, verlor die Kirche als Wallfahrtsort an Bedeutung. Im Jahr 1543 fand die erste protestantische Kirchenvisitation statt und im Protokoll wird von den einst vorhandenen Wertgegenständen nur noch der vom Bischof Johann von Schlabendorf gestiftete Kelch erwähnt. Die Kirche Alt Krüssow gehört heute zur evangelischen Kirchengemeinde Heiligengrabe. Seit 2003 setzt sich der Förderverein Wallfahrtskirche Alt Krüssow e. V. für den Erhalt des historischen Gebäudes ein. Seit 2006 wurden mit Hilfe der Deutschen Stiftung Denkmalschutz der Ostgiebel, das Dach des Kirchenschiffs und die Turmfenster instand gesetzt.

## Pilgertradition
Die Namenspatronin der Wallfahrtskirche Alt Krüssow ist die heilige Anna, die Mutter Marias und damit die Großmutter Jesu Christi. Entsprechend der Überlieferung wurde in Alt Krüssow ein Rock der heiligen Anna als Reliquie aufbewahrt. Auch von einem wundertätigen Annenbild wird berichtet. Damit wurde dieser Ort Pilgerziel. Von der Schutzpatronin erflehten Pestkranke und Lahme Hilfe. Noch im 18. Jahrhundert sollen in der Wallfahrtskirche eine Vielzahl von Krücken aufbewahrt worden sein, die als Dank für Linderung der körperlichen Gebrechen dargebracht wurden. Mit der Reformation verlor die Wallfahrtskirche an Bedeutung. An die Pilgertradition in der Prignitz wird seit 2011 mit dem 22 km langen Annenpfad, der die Wallfahrtsorte Heiligengrabe, Alt Krüssow und Bölzke (beide sind seit 2002 bzw. 1974 Ortsteile von Pritzwalk) verbindet, angeknüpft.

## Äußere Gestalt
Der spätgotische Saalbau wurde in der für die Prignitz typischen Mischbauweise aus Feldsteinen und Backsteinen errichtet. Den unteren Bereich des Schiffes nimmt das unregelmäßige, ausgezwickelte Feldsteinmauerwerk mit Quaderritzungen der Fugen der ersten Bauphase ein. Bis zur Traufe folgt dann Backsteinmauerwerk aus der dritten Bauphase. An der Nordseite ist eine fast quadratische Kapelle aus der zweiten Bauphase angefügt. An der Westseite wurde 1878 ein neugotischer Turm mit einem reich geschmückten Portal errichtet. An der Ostwand befindet sich ein reich verzierter stufenförmiger Giebel.
Wie dendrochronologische Untersuchungen zeigen, wurde bereits vor 1510 mit dem Bau der Kirche begonnen. Bis zur Weihe im Jahr 1520 gab es offensichtlich Planänderungen verbunden mit einer Erhöhung des Gebäudes auf mehr als das Doppelte gegenüber der ursprünglichen Planung: Im Feldsteinmauerwerk der Außenwände des Langhauses gibt es vermauerte Spitzbogenöffnungen, die Fenster werden sollten. Auch die Innenwände weisen Spuren großer Blenden auf, die aber bei der Errichtung der darüberliegenden Backsteinwände während der dritten Bauphase wieder verschlossen wurden. Das verstärkte Mauerwerk zwischen den Blenden sollte vermutlich ein niedrigeres Gewölbe tragen.

## Ausstattung

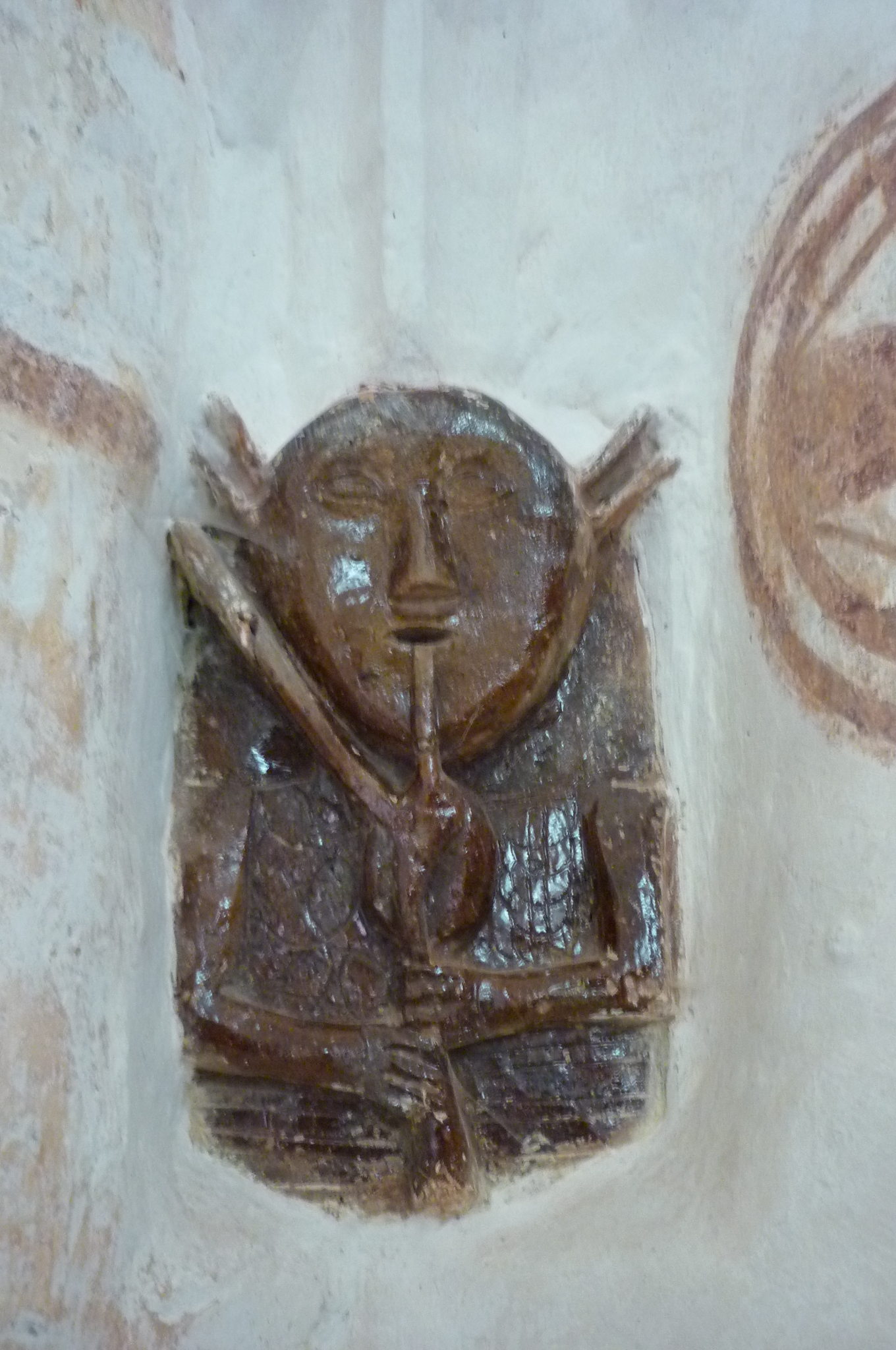
Wallfahrtskirche Alt Krüssow Backsteinkonsole in der Nordkapelle: Dudelsack spielender Teufel

Der östliche Teil des Mittelschiffes wird durch ein Sterngewölbe überspannt, der westliche Teil und auch die Kapelle durch ein Kreuzrippengewölbe. Die schlichte Ausmalung stammt vom Ende des 19. Jahrhunderts. Ein farbenprächtiges Ornament-Glasfenster schmückt den Altarraum.
Der Hauptaltar, ein spätgotischer Flügelaltar (um 1520) der Maria und Anna gewidmet ist, befindet sich derzeit in der evangelischen Pfarrkirche St. Nikolai in Pritzwalk. Im Mittelschrein unter der zentralen Darstellung der Krönung der Maria durch Christus und Gottvater ist die Heilige Sippe dargestellt: Anna mit ihren drei Ehemännern (rechts hinten), ihren drei Töchtern (hinten links und rechts) und deren sieben Kindern (Vordergrund). Nach einer aus dem 9. Jahrhundert stammenden Legende heiratete Anna nach dem Tod ihres ersten Mannes Joachim, dem Großvater Jesu, ein zweites Mal, den Cleophas, und nach dessen Tod wurde Salomas ihr dritter Ehemann. Nach dieser Legende hatte Jesus sechs Geschwister, darunter spätere Jünger und Apostel, die im Altar dargestellt sind.
Ein weiteres Altarretabel von 1510, das ebenfalls St. Anna als zentrale Figur zeigt, stand in der Nordkapelle. Es befindet sich derzeit in der Annenkapelle am Kreuzgang im Kloster Stift zum Heiligengrabe.
Das Langhaus weist einige Besonderheiten auf: Rechts vom Altar befindet sich eine Piscina, d. h. ein Wasserbecken mit Abfluss nach außen in das Erdreich, mit dem der Priester die Hände und die liturgischen Gefäße reinigen konnte. Es existiert auch ein eiserner Haken, an dem ein Wassergefäß befestigt war. 
Eine weitere Besonderheit ist ein kleiner – 1,60 m breiter und 0,97 m tiefer – tresorartiger fensterloser Raum, der über zwei mittelalterliche Eichenholztüren nach Norden vom Langhaus zugänglich ist. Es ist überliefert, dass hier Wertgegenstände, gelagert worden seien.
Bemerkenswerte Details in der Nordkapelle sind die vier figürlichen glasierten Eckkonsolen, die das Sterngewölbe tragen. Gezeigt sind Wesen mit langen Ohren und herausgestreckter Zunge, von denen eines auf einem Dudelsack spielt. Ähnliche figürliche Konsolen besitzt die Taufkapelle der Nikolaikirche in Pritzwalk, die ebenfalls im frühen 16. Jahrhundert entstanden ist und eine ähnliche Giebelgestaltung aufweist.